# Abdulqadir Hassan
Abdulqadir Hassan Mohamed (15 de abril de 1962) é um ex-futebolista emiratense, que atuava como goleiro.

## Carreira
Abdulqadir Hassan integrou a histórica Seleção Emiratense de Futebol da Copa do Mundo de 1990. 